# マッシモ・デ・ベルナール
マッシモ・デ・ベルナール（Massimo de Bernart, 1950年2月7日 - 2004年3月1日）は、イタリアの指揮者、作曲家。名前については、マッシモ・デ・ベルナルトやマッシモ・デ・ベルナルド等の表記がなされることがある。
イタリア・オペラ指揮の名手として知られ、1998年にボローニャ歌劇場の来日公演で『カヴァレリア・ルスティカーナ』を指揮した際には、歴史的名演として日本の観客に鮮烈な印象を刻み込んだ。マスカーニとプッチーニの指揮においては現代最高の指揮者として評価されたが、2004年に54歳で死去した。

## 略歴
1950年2月7日にローマで生まれる。ヴェネツィア、フィレンツェ、トリノの各音楽院でジャン・フランチェスコ・マリピエロ、マリア・ティーポ、ロベルト・ルーピ、ジノ・ゴリーニの各氏に作曲やピアノを師事した後、ウィーン国立音楽大学でハンス・スワロフスキーに指揮法を学ぶ。1967年には作曲でヴィオッティ賞を受賞した。
1974年からリヴォルノ音楽院で教鞭を取る傍らで、1975年からフランコ・フェラーラおよびジャナンドレア・ガヴァッツェーニの助手を務めた。
1976年からはオペラ指揮者として、パレルモのヴィットリオ・エマヌエーレ・マッシモ劇場、ヴェニスのフェニーチェ座、ナポリのサン・カルロ劇場、カリアリのパレストリーナ劇場などに客演してキャリアを重ねた。
恩師であるガヴァッツェーニによる影響からイタリア・オペラへの情熱を深く抱くようになり、とりわけピエトロ・マスカーニをはじめとするヴェリズモ・オペラの巧さで知られた他、ガエターノ・ドニゼッティやヴィンチェンツォ・ベッリーニのベルカント・オペラにおいても名演を残した。また、オペラ以外にもニーノ・ロータの純音楽をはじめとする、イタリア人作曲家による器楽曲を指揮したレコードも残している。
1977年ではシエナでイタリア・ユース管弦楽団を発足させ、1980年にはトスカーナ州立管弦楽団の設立に音楽監督として関わった。
1994年からはリヴォルノ歌劇場の芸術監督として敏腕を発揮し、イタリア・オペラの指揮において第一人者としての地位を確立した。特にリヴォルノ歌劇場では当時のイタリア大統領カルロ・アツェリオ・チャンピの臨席のもとでピエトロ・マスカーニの『カヴァレリア・ルスティカーナ』を指揮。歴史的名演として今もイタリアでは語り継がれている。
1998年9月にボローニャ歌劇場の来日公演に指揮者として同行。びわ湖大ホールでマスカーニの『カヴァレリア・ルスティカーナ』とジャコモ・プッチーニの『ジャンニ・スキッキ』を指揮する。『ジャンニ・スキッキ』の指揮も好評だったが、とりわけ『カヴァレリア・ルスティカーナ』の指揮は歴史的名演として聴衆に深い感銘を刻み込んだ。アグネス・バルツァのサントゥッツァとホセ・クーラのトゥリッドゥも評価が高かったが、とりわけデ・ベルナールの指揮による『カヴァレリア・ルスティカーナ』間奏曲の美しさは伝説となっている。日本では現在にいたるまでデ・ベルナールの指揮を超える『カヴァレリア・ルスティカーナ』間奏曲の演奏は存在しないと言われている。
ライターの玉木正之は『音楽の友』に寄稿したコラムにおいて、デ・ベルナールによる『カヴァレリア・ルスティカーナ』の指揮を絶賛。「イタリア人は、まだイタリア人をやってるじゃないか・・・。そんなふうに感じたのは、何年か前、ボローニャ歌劇場の来日公演で、『カヴァレリア・ルスティカーナ』の間奏曲を聴いたときのことだった。マッシモ・デベルナールの指揮によるたっぷりと遅いテンポで、ヴァイオリンがすすり泣くような美しい美しいメロディを奏でる。それは、アリオがたっぷりと効いたペペロンチーノの味わいだった。」と最上級の賞賛を送っている。
2004年の1月に脳梗塞で倒れ、闘病生活を送ったが、同年3月1日にローマにて死去した。最期の指揮となった2004年1月19日のピサ歌劇場での演奏も、最も得意とした『カヴァレリア・ルスティカーナ』であった。
デ・ベルナールの死後に、リヴォルノ歌劇場の管弦楽団はデ・ベルナールへの思慕の念をこめて「マッシモ・デ・ベルナール管弦楽団」を設立。オペラ以外の器楽曲を演奏する際やオペラ全曲のCD録音をする際にはこの名称を名乗っている。